# Bâtiment du ministère de l'Intérieur (Saint-Pétersbourg)
Le bâtiment du ministère de l'Intérieur (ou du Ministère des Affaires Intérieures) est un monument architectural néo-classique situé à Saint-Pétersbourg, à l'angle de la place Lomonossov et du quai de la Fontanka.

## Histoire
En 1825, un théâtre fut ouvert sur ce site à l'initiative du général Miloradovitch ; au cours de la première semaine du Carême, il a brûlé'.
Le bâtiment moderne fait partie de l'ensemble de la place Lomonossov. Lors de la conception, Carlo Rossi a conservé les motifs utilisés dans la rue de l'Architecte-Rossi et dans les bâtiments de la place Ostrovsky.
Le projet a été approuvé le 11 avril 1830 ; les finitions furent achevées en 1834. En 1862, un incendie éclata dans le bâtiment, mais il fut restaurésans changer son aspect.

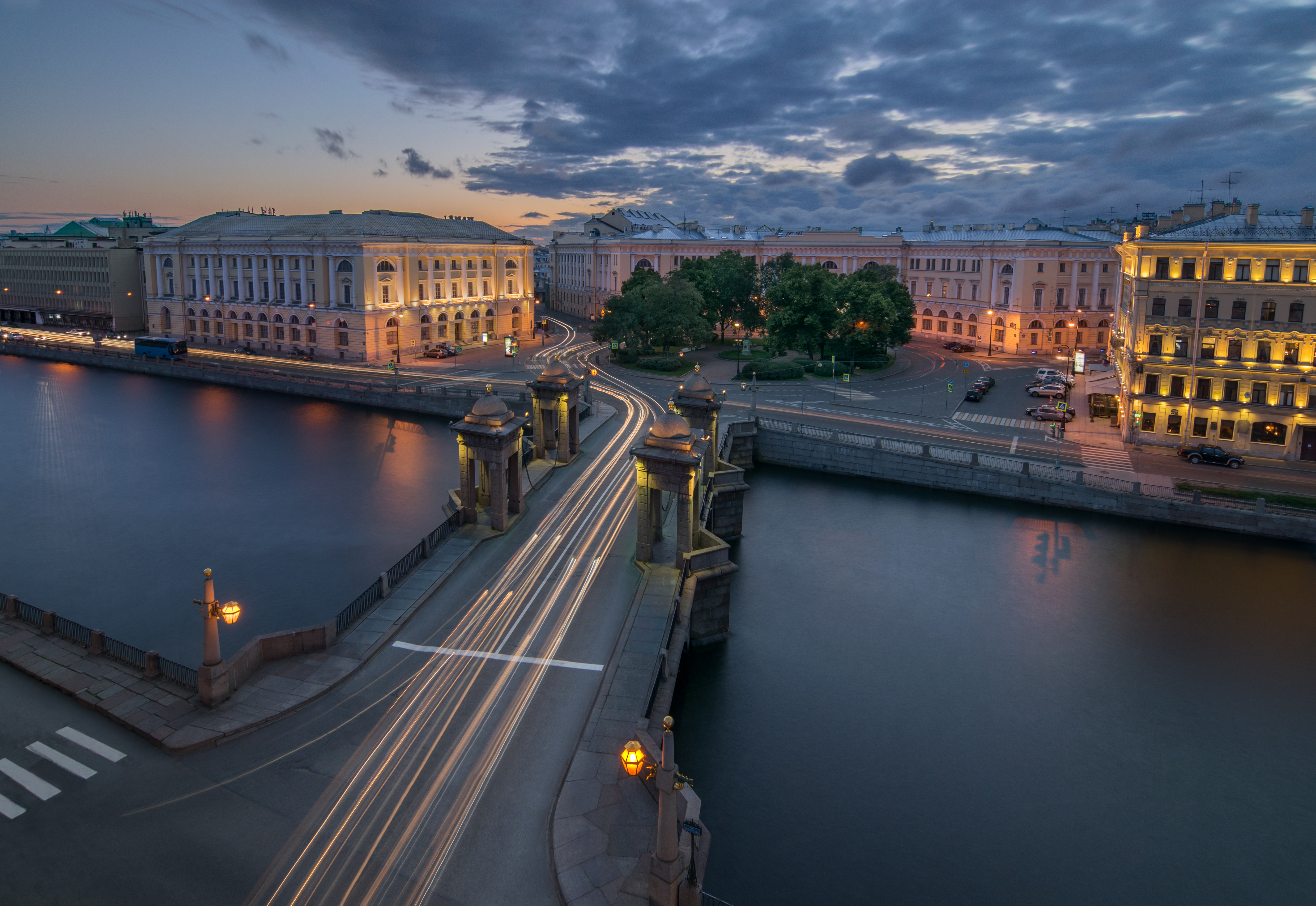
Vue, l'édifice est à gauche

Après la Révolution russe, le bâtiment abritait la maison d'édition Krasnaya Gazeta, plus tard l'imprimerie Volodarsky, et depuis les années 2020, le bâtiment abrite un centre d'affaires.